# فلسفة طبيعية

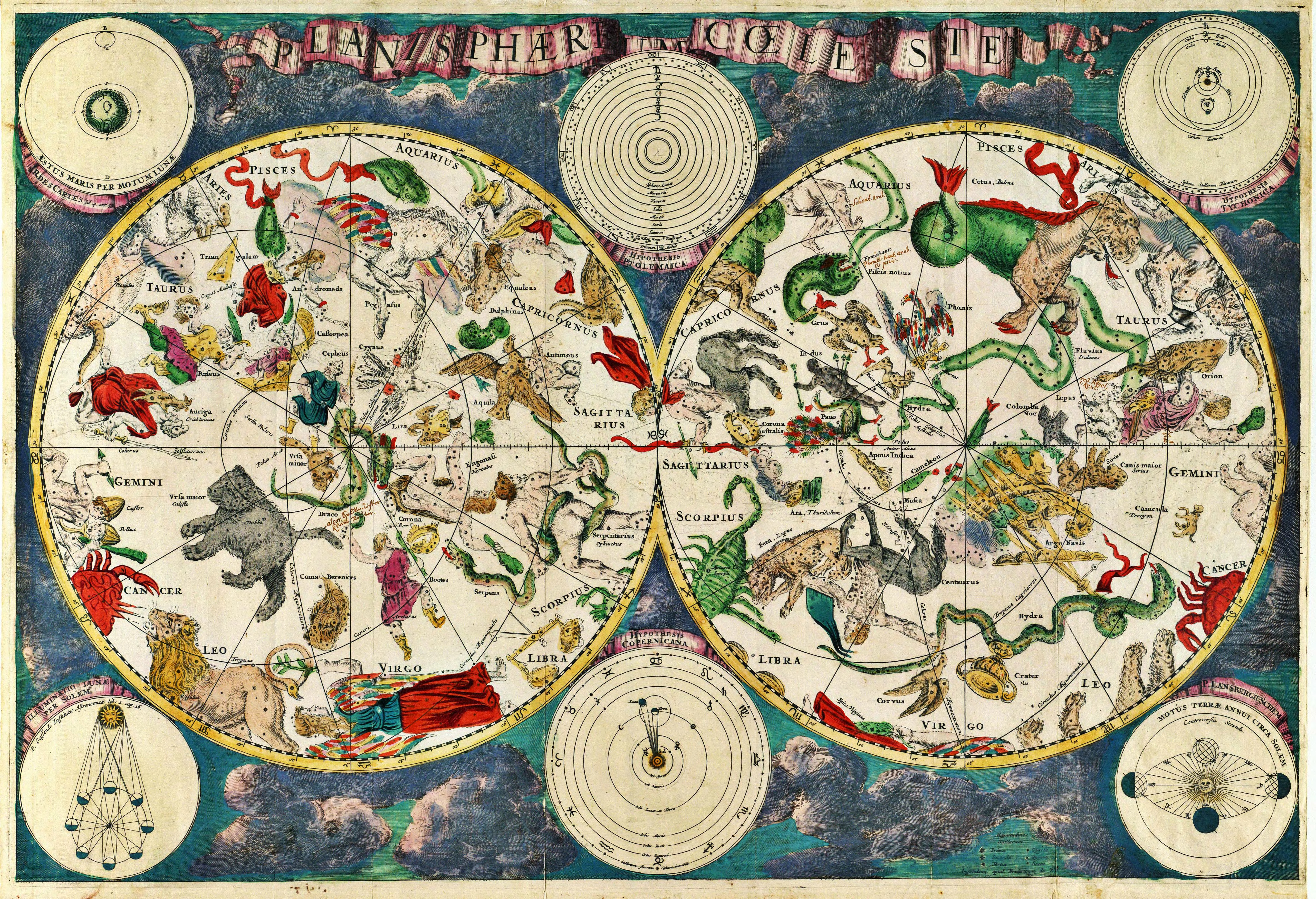
خريطة سماوية ترجع للقرن السابع عشر صممها رسام الخرائط الهولندي فردريك دي فيت

الفلسفة الطبيعية أو فلسفة الطبيعة (من الكلمة اللاتينية: philosophia naturalis) كانت الدراسة الفلسفية للطبيعة والفضاء الكوني المادي التي كانت سائدة قبل تطور العلوم الحديثة. وتعتبر المقدمة الأولى للعلوم الطبيعية مثل الفيزياء.
انبثقت العلوم الطبيعية تاريخياً من الفلسفة أو تحديداً من الفلسفة الطبيعية. في الجامعات الأوروبية القديمة، وأصبح الآن يشغل مناصب الكراسي العلمية الخاصة بالفلسفة الطبيعية التي كانت قد تأسست منذ فترة طويلة أساتذة الفيزياء. وتعود المعاني الحديثة لكلمتي العلوم والعلماء إلى القرن التاسع عشر. وكان عالم اللاهوت الطبيعي ويليام هويويل أحد الذين صاغوا مصطلح «عالم». ويُرجع قاموس أكسفورد الإنجليزي تاريخ نشأة الكلمة إلى عام 1834، وقبل ذلك الوقت لم تكن كلمة «علوم» تدل على أي نوع من المعارف الراسخة ولم تكن كلمة «عالم» موجودة. ومن الأمثلة على تطبيق مصطلح «الفلسفة الطبيعية» على ما نطلق عليه اليوم «العلوم الطبيعية» الدراسة العلمية التي قدمها إسحاق نيوتن عام 1687 والتي تُعرف باسم الأصول الرياضية للفلسفة الطبيعية، ودراسة لورد كلفن وبيتر جوثري تيت عام 1867 التي تسمى دراسة حول الفلسفة الطبيعية والتي ساعدت كثيرًا في تعريف معنى الفيزياء الحديثة.

## نشأة المصطلح وتطوره
سبق مصطلح الفلسفة الطبيعية مصطلح العلوم الطبيعية الحالي (باللاتينية scientia ويعني «المعرفة») وذلك عندما أصبح موضوع المعرفة أو الدراسة هو «عمل الطبيعة». وتختص الفلسفة الطبيعية بأعمال التحليل وتركيب التجربة المشتركة والمناقشات لشرح أو وصف الطبيعية-بينما في القرن السادس عشر وما سبقه كان مصطلح العلوم يُستخدم كمرادف للمعرفة أو الدراسة. وقد اكتسب مصطلح العلوم كما في العلوم الطبيعية معناه الحديث عندما أصبح اكتساب المعرفة من خلال التجارب (تجارب خاصة) باستخدام المنهج العلمي فرعًا دراسيًا خاصًا بعيدًا عن الفلسفة الطبيعية. وفي القرن السادس عشر أصبح جاكوبو زاباريلا أول شخص يعين في منصب بروفسور في الفلسفة الطبيعية في جامعة بادوا.
في القرنين الرابع عشر والخامس عشر أصبحت الفلسفة الطبيعية تشير إلى ما يُعرف الآن باسم العلوم الفيزيائية. وبداية من منتصف القرن التاسع عشر عندما أصبحت مساهمة العلماء بجهودهم، بشكل متزايد غير معتاد، في مجال الفيزياء والكيمياء، أصبح المصطلح يشير إلى الفيزياء فقط ولا يزال يستخدم بهذا المعنى في ألقاب الدرجات العلمية في جامعة أكسفورد. وقد تميزت الفلسفة الطبيعية عن التاريخ الطبيعي والذي يُعد إحدى بدايات العلوم الحديثة الأخرى، في أنها تعتمد على عملية الاستنتاج والتفسير في التعامل مع الطبيعة (وبعد غاليليو، الاستنتاج الكمي)، بينما كان التاريخ الطبيعي في الأساس يتميز بأنه نوعي ووصفي.

## نطاق الفلسفة الطبيعية
في أول حوار معروف لـأفلاطون، كرميدس يميز بين العلوم أو كيانات المعرفة التي تؤدي لنتائج مادية وتلك التي لا تؤدي لشيء. وقد اعتُبرت الفلسفة الطبيعية فرعًا نظريًا أكثر من كونها فرعًا عمليًا في الفلسفة (مثل الأخلاق). فالعلوم التي تُلهم الآداب وتعتمد على المعرفة الفلسفية للطبيعية يمكن أن تؤدي إلى نتائج عملية إلا أن هذه العلوم الفرعية (مثل الهندسة والطب) تتجاوز نطاق الفلسفة الطبيعية.
تسعى دراسة الفلسفة الطبيعية إلى استكشاف الكون بالاعتماد على أي وسيلة ضرورية لفهم العالم. وتفترض بعض الأفكار مسبقًا أن التغيير يعتبر حقيقة واقعة. وبالرغم من أن هذا قد يبدو واضحًا، إلا أن بعض الفلاسفة ممن أنكروا مفهوم التحولات مثل الفيلسوف الذي سبق أفلاطون، بارمنيدس، والفيلسوف اليوناني الذي جاء بعده، سيكستوس إمبيريكوس، وربما بعض الفلاسفة الشرقيين. وقد حاول جورج سانتايانا في مؤلفه الرّيبية والإيمان الروحيّ إظهار أن حقيقة التحول لا يمكن إثباتها. وإذا اعتُبر استنتاجه صحيحًا، يترتب على ذلك أنه كي يكون عالم فيزياء فلا بد أن يكبح المرء ريبته بدرجة كافية ليثق في حواسه، وإلّا فليعتمد حينئذٍ على اللاواقعية.
بدءًا بجهود شيلينج، كان نمط التحول المدروس في الفلسفة الطبيعية هو التطور بدلاً من النشوء. فالتطور هو تحول موجّه قابل للتنبؤ، بينما النشوء هو تراكم لا يمكن عكسه للمعلومات المتوسطة تاريخيًا.

## الفلسفة الطبيعية كعنوان للمؤلفات
هناك رسالات علمية فلسفية تحمل «الفلسفة الطبيعية» كعنوان أو كجزء من العنوان لها، لعل أبرزها الأصول الرياضية للفلسفة الطبيعية للسير إسحاق نيوتن. هنا لابد من التمييز بين مؤلفات بمثل هذا العنوان موضوعها طبيعي وبين مؤلفات بمثل هذا العنوان موضوعها الفلسفة الطبيعية ذاتها.

## الفلاسفة الطبيعيون
الفلاسفة الطبيعيون أو الحكماء الطبيعيون أو من يعرفون أيضا بالفيزيوقراطيين وحكماء ما قبل سقراط هم الممهدون الأوائل لبزوغ وظهور الفلسفة في بلاد الإغريق في القرن السادس قبل الميلاد. بدأت الخرافات تضمحل في القرن السادس قبل الميلاد حيث بدأ الفكر اليوناني خطواته الأولى نحو النضج العقلي وكانت بداية نشوء العلم الطبيعي حين اتجه كثير من الفلاسفة ذلك الزمن إلى الإجابة عن أسئلة مثل ما مصدر الكون؟ إلى اجوبة طبيعية علمية إن صحَّ القول. أما أبرز هؤلاء الحكماء الطبيعيون:

### طاليس
كان طاليس أول الأيونيين الذين فصلوا بين التفكير والخرافة وجعل الرياضيات من أسس البحث الفلسفي، كما جعل الماء العنصر الأول الذي يتكون منه العالم، فمن جمود الماء يتكون التراب ومن انحلاله يتكون الهواء. لاحظ طاليس أن الرطوبة هي أصل الحياة وكلما تغيرت خواصها تغيرت الموجودات فالماء يملك «الرطوبة، الجريان، التجمد والتبخر» فهو أصل الوجود لذا قال: (الماء أصل الكون فهو الجوهر الأساسي فمنه الذي عنه تولدت الأشياء ومنه انبثقت).
ويقول طاليس: إن النبات والحيوان يتغذيان بالرطوبة، ومبدأ رطوبة الماء، فما منه يغتدي الشيء فهو يتكون منه بالضرورة (...) وما يشاهد في هذه الأحوال الجزئية ينطبق على الأرض بإجمال، فإنها خرجت من الماء وصارت قرصا طافيا على وجهه جزيرة كبرى في بحر عظيم (...) فالماء أصل الأشياء.

### اناكسيماندر
كان من الفلاسفة الذين عاشوا في زمن طاليس، يعيش في ميلي وهي مستعمرة يونانية في آسيا الصغرى. لم يكن عالمنا بالنسبة له إلا واحدًا من عوالم كثيرة. كان يرى أنها تظهر ثم تختفي فيما يسميه «المطلق» أي اللامحدود. من الصعب تحديد قصده بوضوح، لكنه لم يقصد أبدًا عنصرًا معينًا كطاليس. كان يريد دون شك أن يعبر عن فكرة تقول إن كل شيء يُخلق يجب أن يختلف عن خالقه، لا يستطيع المبدأ الأول اذن أن يكون مجرد ماء؛ بل شيئًا يصعب تحديده.

### إنكسمانس
توفي حوال584 قبل الميلاد يرى ان الهواء هو أصل الكون وهو المبدأ العام الذي من خلاله انبثقت الموجودات كلها وقد استأنس بأستاذه السابق (إنكسماندرس) الذي قال بالأبيروني (وهي مادة لا متناهية تحكم الكون وتشبه الهواء).

### هيراقليطس
ولد عام 540 قبل الميلاد ق.م...يعتبر من الفلاسفة اللًّوغس (العقل)، وهو معروف بفكرته العظيمة الصيرورة (أي التغير المستمر وعدم الثبات) يرى ان أصل العالم هو النار (الحرارة، الطاقة) كلها خواص موجودة في أي كائن أو أي وجود في الأرض وهي سبب حياته وانعدامها يعني الموت بالحرارة ننتقل من الثابت إلى الحركة، من النمو إلى الموت، ومن النضج إلى الفساد..وهكذا..وعليه يقول «النار جوهر الوجود» وسمى حركة الاضداد (السابق ذكر امثلة عنها من الثابت إلى الحركة وغيرها...)بأنها الصاعد والنازل.

### أنبادوقليس
يعتبر هذا ان مصدر الكون هو المحبة والنفور بين العناصر الاربعة (الماء والهواء والنار والتراب) والنار هي عامل التغيير من عنصر إلى آخر.

### ديموقريطوس
أول الفلاسفة الذريين وأشهرهم في التاريخ، توفي حوالي سنة 361 ق.م ينحصر مذهبه في القول بأن اصل العالم هو الذرة وهي جوهر الفرد.

### أناكساغوراس
يرى أنكساكوراس أن العقل خلق المادة ونظم الوجود بعدما كانت المادة في فوضى وفرض النظام والجمال.

### فيثاغورس
ينتمي إلى الفرقة الدينية المنظمة للقانون، اشتغل بالرياضيات والموسيقى. وضع مصطلح فلسفة حيث قال: (إن العالم أعداد متناغمة تحكم الوجود).

## وصلات خارجية
- «فلسفة أرسطو الطبيعية»، موسوعة ستانفورد للفلسفة (بالإنجليزية)
- Institute for the Study of Nature
  - "A Bigger Physics," a talk at MIT by Michael Augros
  - مقالات أخرى